# Wim Gijzen
Willem Fredrik (Wim) Gijzen (Rotterdam, 9 oktober 1941 - 10 januari 2022) was een Nederlands beeldend kunstenaar uit Rotterdam. Hij is actief geweest als schilder, tekenaar, beeldhouwer, conceptueel kunstenaar, docent aan Willem de Kooning Academie, en videokunstenaar. Hij was een van de wegbereiders van de popart in Rotterdam in de jaren 1960.
Gijzen was autodidact. Woonde en werkte in Rotterdam, waar hij een beroepspraktijk als beeldend kunstenaar uitbouwde. Hij was later ook docent aan de Willem de Kooning Academie. 
Zijn werk had volgens eigen zeggen een sterk ironische inslag, en dat is zo gebleven. In 1994 verklaarde hij, dat zijn insteek paste "bij de stad, bij de Rotterdamse mentaliteit, er was altijd een relativerende factor die werd gevoed door het bombardement, het besef dat het in tien minuten gebeurd kon zijn met een stad. Daar was je je als kind al van bewust. Je reed met de tram door een stad die er niet was, een grote kale vlakte. Dat maakte indruk."

## Exposities, een selectie
- 1992. Tentoonstellingen: Wim Gijzen, schilderijen 1990-1991, Museum Boymans-van Beuningen, Rotterdam.[5]
- 1994. The Wonder Years. Rotterdamse beeldende kunst in de jaren zestig. Museum Boymans-van Beuningen, Rotterdam.[6]
- 2015. Wim Gijzen. Groeten uit..., Kunsthal Rotterdam.[7]